# Stanna klocka stanna
Stanna klocka stanna är en låt av Bob hund som utgavs digitalt den 20 september 2011. Den förekommer också på albumet Låter som miljarder.